# 刘晓旺
刘晓旺（1933年11月—），男，河北安新人，中华人民共和国政治人物，曾任内蒙古自治区民政厅厅长，内蒙古自治区人大常委会副主任。